# John Mainwaring
John Mainwaring (1724–1807) fue un teólogo inglés y el primer biógrafo del compositor Georg Friedrich Händel en cualquier lengua. Fue miembro del Saint John's College (Cambridge) y se convirtió en rector de la parroquia de la Iglesia Stretton, Shropshire y posteriormente profesor de Divinity en Cambridge. En 1760, un año después de la muerte de Händel, publicó de forma anónima una biografía titulada 'Memoirs of the Life of the Late George Frederic Handel'.
Más de la mitad de esta biografía está centrada en los años anteriores a 1712, cuando Händel se trasladó a Londres. Por lo tanto, se supone que recibió información del propio Händel sobre sus primeros años o de John Christopher Smith. Las secciones Catalogue y Observations son adiciones a las Memoirs  realizadas por otros autores. Charles Jennens poseyó una copia del Memoirs y proporcionó el libro con comentarios críticos en Sémele y Benedetto Pamphili.
En 1761, Johann Mattheson publicó una traducción extendida con comentarios en la biografía de Mainwaring.
Se publicaron reimpresiones en facsímil del Memoirs en 1964 y 1975.

## Obra
- R. and J. Dodsley, ed. (1760). Memoirs of the Life of the Late George Frederic Handel: To which is Added a Catalogue of His Works and Observations Upon Them.